# Samia eriacma
Samia eriacma är en fjärilsart som beskrevs av Milburn. 1813. Samia eriacma ingår i släktet Samia och familjen påfågelsspinnare. Inga underarter finns listade.